# 中巻野太刀
中巻野太刀（なかまきのだち、なかまきのたち）は、日本刀の一種。野太刀や大太刀の柄が長くなり、より振り回し易いように、刀身の鍔元から中程の部分に太糸や革紐を巻き締めたものである。単に「中巻（なかまき）」とも呼ばれる場合もある。
長大な太刀は腕力のある者にこぞって使われていたが、たとえ腕力と体力に溢れた者であっても、長大な分非常に重く扱い辛いため、それまでの太刀の拵えと同じ形状の柄では扱いにくいものであった。そのため、「野太刀」として使われるに従って柄は次第に長くなり、より振り回し易いように刀身の鍔元から中程の部分に太糸や革紐を巻き締めたものが作られるようになった。それを「中巻拵えの野太刀」、「中巻野太刀」となり、単に「中巻」の名で呼ばれるようになった。
さらに長巻に発展していく。